# 박태준 (웹툰 작가)
박태준(1984년 9월 3일 ~ )은 대한민국의 만화가이다. 대표작으로는 얼짱시대, 외모지상주의 등이 있다.
기안 84의 친구이며 기안 84가 과거 이말년과 같은 자취방에서 오랫동안 동거동락을 했었다. 그래서 기안 84의 소개로 이말년과 친분이 생겼다. 이후 이말년이 유튜버 활동을 하면서 김성모와 박태준을 동시에 데려와서 같이 방송을 한 것이 인연이 되어 김성모와도 친분이 생겼으며 결국 김성모와 동업을 하게 되었는데 《럭키짱》이라는 소재를 이용하여 글은 박태준이 작성하고 그림만 김성모가 제작하는 방식으로 《쇼미더럭키짱!》을 연재했다. 박태준은 《쇼미더럭키짱!》에서 김성모 어록과 개그소재를 최대한 활용하며 여기에 박태준 특유의 센스까지 가미해 네이버 웹툰에서 승승장구하고 있다.
학창시절 너무 가난해서 상명대학교에 재학중이었다가 도저히 등록금을 낼 수 없어서 중퇴했다.

## 활동
대광고등학교와 상명대학교 만화학과를 중퇴하여, 현재는 (주)아보키 대표이사이다. 본래는 얼짱 출신이며 2009년 예능 프로그램 《얼짱시대》에 출연하면서 10대들 사이에서 엄청난 유명세를 탔었고, 정준영과는 절친인 듯하다. 2010년 《꽃미남 주식회사》라는 밴드로 활동했고, 기안84 회고록도 베스트도 연재했었다. 2014년부터는 네이버 웹툰에서 외모지상주의를 연재하며 웹툰작가로 활동하고 있다.
2017년에는 박태준 만화회사를 설립했다.
2020년 8월 20일, 웹툰 외모지상주의 301화 작가의 말을 통해 코로나19 확진 판정을 받았음을 밝혔다. 이후 코로나 완치 후 복귀했다.
2021년 11월, 김성모와 함께 주5회 연재를 하는 쇼미더럭키짱!의 연재를 시작했다.

## 학력
- 대광고등학교 졸업
- 상명대학교 만화과 중퇴

## 작품
- 《얼짱시대 2기》
- 2014년 《외모지상주의》
- 2019년 《인생존망》
- 2019년 《싸움독학》
- 2021년 《쇼미더럭키짱!》

## 출연작
- 2009년 K-STAR 《얼짱시대》
- 2010년 K-STAR 《꽃미남 주식회사》
- 2010년 K-STAR 《식신로드》
- 2016년 온스타일 《마이 보디가드》
- 2016년 웹드라마 《더 미라클》 - 광고감독 역(특별출연)
- 2016년 K-STAR 《함부로 애틋하게》
- 2016년 KBS2 《해피투게더》
- 2020년 MBC 《황금어장 라디오스타》 - 게스트 출연
- 2022년 SBS 《오늘의 웹툰》 (특별출연)